# 571 Dulcinea
571 Dulcinea eller 1905 QZ är en asteroid i huvudbältet, som upptäcktes 4 september 1905 av den tyske astronomen Paul Götz i Heidelberg. Den är uppkallad efter Dulcinea del Toboso i Don Quijote av Miguel Cervantes.
Asteroiden har en diameter på ungefär 11 kilometer.